# 2034 米中戦争
2034 米中戦争（2034 べいちゅうせんそう 2034: A Novel of the Next World War）は、エリオット・アッカーマンとジェイムズ・スタヴリディスによって著された小説。熊谷千寿訳。

## 概要
2021年11月11日に二見書房から出版。
2034年を舞台にしたアメリカ合衆国と中華人民共和国の戦争を描く小説。
この小説の出版時点の米中の対立で双方の誤解や妄信から軍事的に衝突した場合に何が起きるのかが書かれている。この小説では核兵器を使用することにより戦争が拡大する過程が書かれている。
この小説の内容は、南シナ海で中国軍が米軍の駆逐艦を撃沈する。これと平行して中国軍は台湾に攻め入り、台湾を支配下に置く。これが第三次世界大戦の始まりであり、この時点では中国の圧勝。この報復で米軍は核兵器の使用に踏み切り核戦争になるという内容。上海市などを核攻撃して3000万人を超える死者が出る。
南シナ海での米中衝突をロシアは好機と見て、ロシアはポーランドに侵攻して併合。バレンツ海に敷設されている海底ケーブルを切断することで米国では大停電が起き、米国民はパニックになる。米国はこれを中国の仕業と誤解して、中国南部の重要な都市を核攻撃する。ロシアはホルムズ海峡も支配下に置こうとする。このように米中戦争でロシアは漁夫の利を得る。
この小説の出版時点の2021年では軍事的に利用するサイバー技術は、アメリカは中国よりもわずかに勝っている程度の差であり、この差は急激に縮まっている。これはエリック・シュミットが委員長を務める委員会の報告書でも指摘されている。このためこの小説の舞台である2034年には中国はアメリカを追い抜いている可能性がある。